# Leticia Amezcua Gudiño
Leticia Amezcua Gudiño (Sahuayo de Morelos, Michoacán, 12 de octubre de 1941-9 de diciembre de 2021) fue una política mexicana, miembro del Partido Revolucionario Institucional (PRI). Fue diputada federal de 1979 a 1982.

## Biografía
Entre 1959 y 1960 fue presidenta del comité municipal de estudiantes de Sahuayo correspondiente de la Universidad Michoacana de San Nicolás de Hidalgo. En 1969 fue integrante del comité de la campaña presidencial en Michoacán de Luis Echeverría Álvarez, en 1972 fue secretaria de Acción Femenil del comité municipal de la Confederación Nacional de Organizaciones Populares (CNOP) y de 1972 a 1975 presidentaa del comité municipal del PRI ambos en Sahuayo, delegada del comité ejecutivo nacional del partido en Michoacán en 1976 y para las elecciones locales de 1977.
En 1978 fue nombrada secretaria del ayuntamiento del municipio de Sahuayo y en 1979 fue postulada y elegida diputada federal por el Distrito 11 de Michoacán a la LI Legislatura que concluyó en 1982. Fue la primera mujer elegida diputada federal por el estado de Michoacán.
Falleció el día 9 de diciembre de 2021.